# Latter Days: Best of Led Zeppelin Volume Two
Latter Days: The Best of Led Zeppelin Volume Two – kompilacja utworów angielskiego zespołu rockowego Led Zeppelin wydana przez wytwórnię Atlantic Records 21 marca 2000. Utwory te pochodzą z późniejszego okresu działalności zespołu: 1972 – 1980.
Album zadebiutował na 81 miejscu listy Pop Albums Billboardu.

## Lista utworów
1. "The Song Remains the Same" (Page/Plant) – 5:28
2. "No Quarter" (Page/Plant/Jones) – 6:59
3. "Houses of the Holy" (Page/Plant) – 4:01
4. "Trampled Under Foot" (Page/Plant/Jones) – 5:35
5. "Kashmir" (Page/Plant/Bonham) – 8:31
6. "Ten Years Gone" (Page/Plant) – 6:31
7. "Achilles Last Stand" (Page/Plant) – 10:22
8. "Nobody's Fault but Mine" (Page/Plant) – 6:27
9. "All My Love" (Jones/Plant) – 5:53
10. "In the Evening" (Jones/Page/Plant)  – 6:49